# حسین محسنی

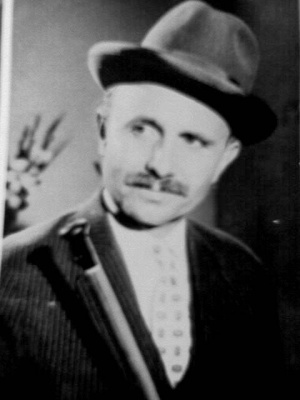

حسین محسنی مهر (زاده ۱۲۹۱) بازیگر، مدیر تهیه، دکوراتور ، چهره پرداز و مدیر تدارکات سینمای ایران بود.

## زندگی
حسین محسنی مهر سال ۱۲۹۱ در گیلیارد دماوند زاده شد. تحصیلات خود را تا مقطع ششم ابتدایی ادامه داد. وی برادر مجید محسنی مهر است.
او از سال ۱۳۱۶ با نمایش گل و بلبل، وارد تئاتر شد و از سال ۱۳۲۷ با فیلم طوفان زندگی به عنوان بازیگر و دکوراتور فعالیت سینمایی خود را آغاز کرد.

## فیلمشناخت

### بازیگر
- تلافی (۱۳۵۶)
- با هم ولی تنها (۱۳۵۵)
- راننده اجباری (۱۳۵۴)
- نی‌زار (۱۳۵۴)
- شیخ صالح (۱۳۵۲)
- گریز از مرگ (۱۳۵۲)
- بابا نان داد (۱۳۵۱)
- عباسه و جعفر برمکی (۱۳۵۱)
- مردان سحر (۱۳۵۰)
- عشق قارون (۱۳۴۷)
- گرداب گناه (۱۳۴۷)
- امیرارسلان نامدار (۱۳۴۵)
- حسین کرد (۱۳۴۵)
- کلاه نمدی (۱۳۴۵)
- مرخصی اجباری (۱۳۴۴)
- من مادرم (۱۳۴۴)
- آراس خان (۱۳۴۲)
- زن‌ها فرشته‌اند (۱۳۴۲)
- اهریمن زیبا (۱۳۴۱)
- چادرنشین‌ها (۱۳۴۱)
- قربون خودم (۱۳۴۱)
- گذشت (۱۳۴۱)
- گرگ‌های گرسنه (۱۳۴۱)
- آهنگ دهکده (۱۳۴۰)
- آخرین هوس (۱۳۳۹)
- بی‌ستاره‌ها (۱۳۳۸)
- بیژن و منیژه (۱۳۳۷)
- لات جوانمرد (۱۳۳۷)
- همه گناهکاریم (۱۳۳۷)
- بهلول (۱۳۳۶)
- قزل ارسلان (۱۳۳۶)
- یعقوب لیث صفاری (فیلم) (۱۳۳۶)
- زندگی شیرین است (۱۳۳۵)
- یوسف و زلیخا (۱۳۳۵)
- امیر ارسلان نامدار (۱۳۳۴)
- عروس دجله (۱۳۳۳)
- میهن‌پرست (۱۳۳۲)
- دزد عشق (۱۳۳۱)
- طوفان زندگی (۱۳۲۷)

### مدیر تهیه
- نفس‌گیر (۱۳۵۷)
- مهرگیاه (۱۳۵۴)
- نی‌زار (۱۳۵۴)
- اوستا کریم نوکرتیم (۱۳۵۳)
- عباسه و جعفر برمکی (۱۳۵۱)
- مرغ تخم طلا (۱۳۵۱)
- مهدی مشکی و شلوارک داغ (۱۳۵۱)
- زن یکشنبه (۱۳۵۰)
- عشق قارون (۱۳۴۷)
- گرداب گناه (۱۳۴۷)
- امیرارسلان نامدار (۱۳۴۵)
- حسین کرد (۱۳۴۵)
- دزد بانک (۱۳۴۴)
- آراس خان (۱۳۴۲)
- پرستوها به لانه بازمی‌گردن (۱۳۴۲)
- زن‌ها فرشته‌اند (۱۳۴۲)
- مردها و جاده‌ها (۱۳۴۲)
- چادرنشین‌ها (۱۳۴۱)
- زن دشمن خطرناکیست (۱۳۴۱)
- قربون خودم (۱۳۴۱)
- گرگ‌های گرسنه (۱۳۴۱)
- آفت زندگی یا مرفین (۱۳۳۹)

### مدیر تولید
- جبار سرجوخه فراری (۱۳۵۲)

### مجری دکور
- شیر خفته (۱۳۵۵)

### دکور
- نفس‌گیر (۱۳۵۷)
- جنگجویان کوچولو (۱۳۵۲)
- گدای میلیونر (۱۳۵۲)
- عباسه و جعفر برمکی (۱۳۵۱)
- مرخصی اجباری (۱۳۴۴)
- من مادرم (۱۳۴۴)
- پرستوها به لانه بازمی‌گردن (۱۳۴۲)
- لاشخورها (۱۳۴۲)
- محکوم (۱۳۴۲)
- چادرنشین‌ها (۱۳۴۱)
- زن دشمن خطرناکیست (۱۳۴۱)
- گذشت (۱۳۴۱)
- آفت زندگی یا مرفین (۱۳۳۹)

### چهره پرداز
- نفس‌گیر (۱۳۵۷)

- شادی‌های زندگی (۱۳۵۵)
- اوستا کریم نوکرتیم (۱۳۵۳)
- جبار سرجوخه فراری (۱۳۵۲)
- عباسه و جعفر برمکی (۱۳۵۱)
- مهدی مشکی و شلوارک داغ (۱۳۵۱)
- زن یکشنبه (۱۳۵۰)
- گرداب گناه (۱۳۴۷)
- حسین کرد (۱۳۴۵)
- دزد بانک (۱۳۴۴)
- آراس خان (۱۳۴۲)
- زن‌ها فرشته‌اند (۱۳۴۲)
- اهریمن زیبا (۱۳۴۱)
- چادرنشین‌ها (۱۳۴۱)
- قربون خودم (۱۳۴۱)